# Arthroleptis bivittatus
Arthroleptis bivittatus és una espècie de granota que viu a Guinea.